# Kościół św. Jana Apostoła w Mogilnie
Kościół świętego Jana Apostoła w Mogilnie – rzymskokatolicki kościół parafialny należący do parafii pod tym samym wezwaniem (dekanat mogileński archidiecezji gnieźnieńskiej).

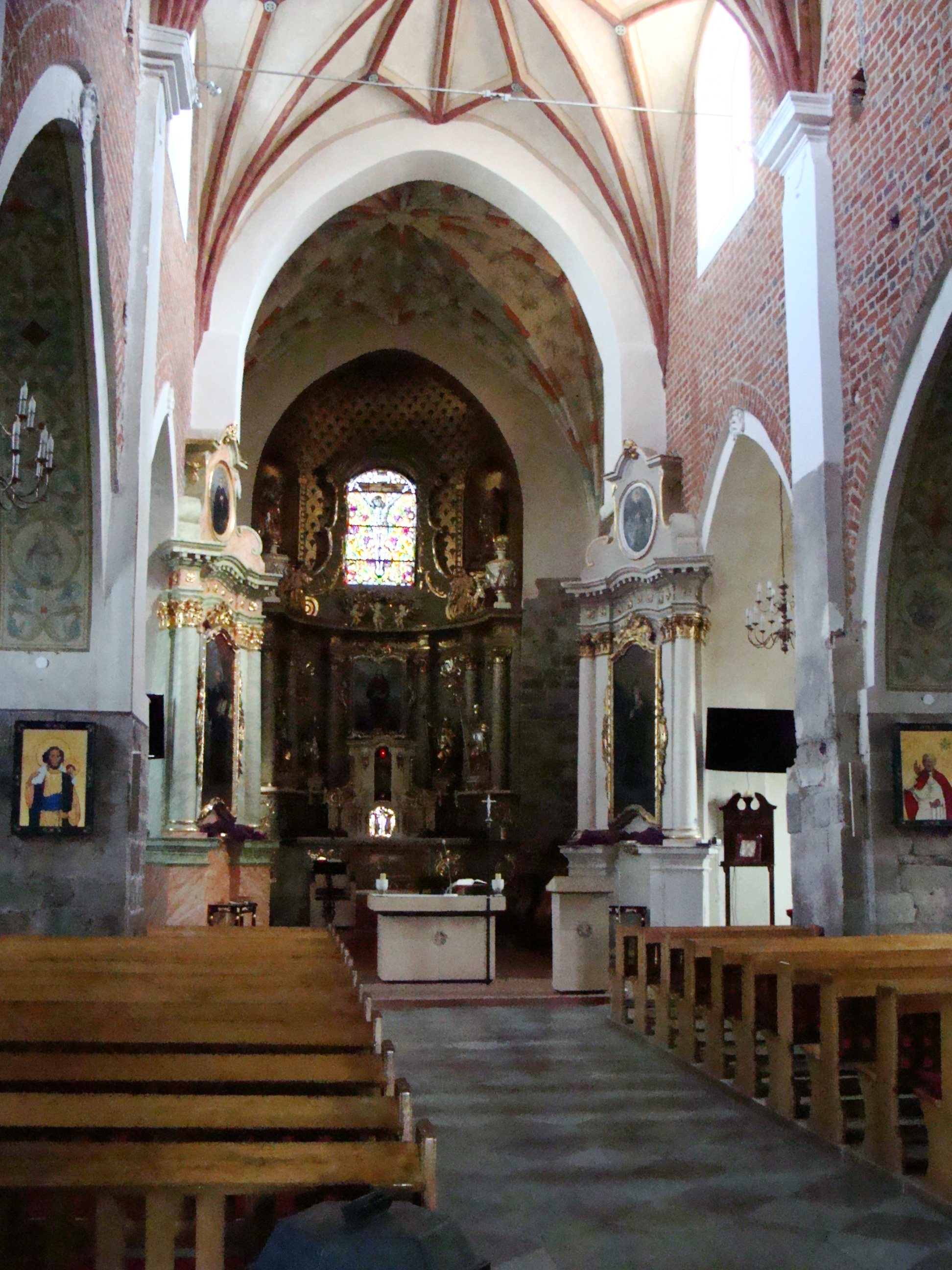
Wnętrze świątyni

Kościół jest częścią dawnego opactwa benedyktynów. Położony jest na półwyspie przy Jeziorze Mogileńskim. W 2. połowie XIII wieku świątynia została przebudowana w stylu późnoromańskim, przy częściowym użyciu cegieł. W XIV wieku kościół został nakryty gotyckim sklepieniem, natomiast podczas przebudowy w XVIII wieku zostały wprowadzone cechy stylu barokowego, które zachowały się do dziś. Budowla jest trzynawowa o trójprzęsłowym korpusie z wydzielonym, nieco szerszym od nawy prezbiterium zamkniętym węższą apsydą oraz szerszą od korpusu dwuwieżową fasadą zachodnią. Nawa główna i prezbiterium nakryte są sklepieniami gwiaździstymi, natomiast nawy boczne nakrywa bardzo rzadko spotykane sklepienie kryształowe. We wnętrzu znajduje się ołtarz w stylu rokokowym z 2. poł. XVIII wieku, ozdobiony obrazem Matki Bożej Śnieżnej – namalowanym w warsztacie wielkopolskim w XVII wieku. W łuku tęczowym są umieszczone dwa barokowo-klasycystyczne ołtarze z XVIII wieku. W tym samym czasie powstały: ambona oraz stalle ozdobione nowymi figurami opatów mogileńskich. W łuku tęczowym znajduje się secesyjna polichromia z 1913 roku – wykonana przez wielkopolskiego artystę Wiktora Gosienieckiego. Pod chórem muzycznym jest umieszczona seria malowideł ściennych z 1814 roku, przedstawiających legendarne dzieje klasztoru w Mogilnie z XI wieku. Obok znajdują się fragmenty polichromii z XVI wieku, odkryte w ostatnich latach. Do dużej kruchty są dobudowane dwie kaplice: północna – Matki Bożej Bolesnej i św. Ojca Pio oraz południowa – Serca Jezusowego. Pod świątynią są umieszczone 3 krypty.